# Линь Хайинь
Линь Хайинь (кит. трад. 林海音, пиньинь Lín Hǎiyīn; род. 28 апреля 1918, Осака, Японская империя; умерла 1 декабря 2001 года, Тайбэй) — тайваньская писательница. Широко известна благодаря своей книге «Былые времена в Южном предместье» (城南舊事, 1960), посвященной её детским воспоминаниям о Пекине.

## Биография
Линь родилась в Осаке, Япония, где её отец (из городка Тоуфэнь, по происхождению из уезда Мяоли) был торговцем. Родители Линь ненадолго вернулись на Тайвань, а когда ей было 5 лет, поселились в Пекине. Там она провела следующие 25 лет. В Пекине Линь окончила Институт новостей и радиовещания и стала журналистом Shijie Ribao (世界日報 «Ежедневная газета мировых новостей»).
В 1948 году Линь переехала с мужем и семьей на Тайвань, где стала редактором нескольких важных литературных периодических изданий и газет, в том числе литературного отдела «Ляньхэбао», прежде чем в конце концов основала собственный журнал «Чистая литература» (純文學月刊, 1967). Впоследствии она жила на Тайване до конца своих дней.
В общей сложности она опубликовала около 18 книг, в том числе романы, сборники рассказов, радиоспектакли и детскую литературу, многие из которых посвящены женскому опыту социализации. Её самой известной книгой остаются «Былые времена в Южном предместье» (1960). В них Линь от первого лица записывает в живой, трогательной манере свои детские воспоминания, закончившиеся смертью её отца.

## Экранизация
В 1982 году режиссёр из материкового Китая У Игун снял фильм «Мои воспоминания о старом Пекине» по её роману. Фильм получил приз за лучшую режиссуру на 3-й ежегодной премии «Золотой петух», а также приз «Золотой орел» (лучший полнометражный фильм) на Международном кинофестивале в Маниле в 1983 году. В 1999 году журнал Asia Weekly включил его в список 100 лучших китайскоязычных фильмов XX века.

## Произведения
Библиография произведений Линь Хайинь доступна на английском языке
- «Buried With the Dead.» Tr. Jane Parish Yang. The Chinese Pen (Winter, 1980): 33-61.
- «Candle.» In Nieh Hua-ling, ed. and trans., Eight Stories By Chinese Women. Taipei: Heritage Press, 1962, 53-68. Also in Ann C. Carver and Sung-sheng Yvonne Chang, eds., Bamboo Shoots After the Rain: Contemporary Stories by Women Writers of Taiwan. NY: The Feminist Press, 1990, 17-25.
- «The Desk.» Tr. Nancy Zi Chiang. The Chinese Pen (Winter, 1972): 13-19.
- «Donkey Rolls.» Tr. David Steelman. The Chinese Pen, (Autumn, 1979): 18-39.
- «Gold Carp’s Pleated Skirt.» Tr. Hsiao Lien-ren. In Chi Pang-yuan, et al., eds., An Anthology of Contemporary Chinese Literature. Taipei: National Institute for Compilation and Translation, 1975, II, 9-23.
- Green Seaweed and Salted Eggs. Tr. Nancy C. Ing. Taipei: The Heritage Press, 1963.
- «Let Us Go and See the Sea.» Tr. Nancy Chang Ing. The Chinese Pen, (Spring, 1973): 32-66. Republished in Chinese Women Writers' Association, eds., The Muse of China: A Collection of Prose and Short Stories. Taipei: Chinese Women Writers' Association, 1974, 61-94. Also in Green Seaweed and Salted Eggs.
- «Lunar New Year’s Feast.» Tr. Hsin-sheng C. Kao. In Joseph S.M. Lau, ed., The Unbroken Chain: An Anthology of Taiwan Fiction Since 1926. Bloomington: IUP, 1983, 68-73.
- My Memories of Old Beijing. Tr. Nancy Ing and Chi Pang-yuan. HK: Chinese University Press, 1992. Excerpted as «Memories of Old Peking: Huian Court.» Tr. Cathy Poon. Renditions, 27-28 (1987): 19-48.

## Портрет
- Лин Хайин. Портрет Конг Кай Мина в Портретной галерее китайских писателей (Библиотека Гонконгского баптистского университета).